# На іншій стороні (фільм, 2007)
«На іншій стороні» (нім. Auf der anderen Seite) — німецько-турецько-італійська кінодрама 2007 року німецький кінорежисер турецького походження Фатіха Акіна. Фільм був нагороджений 38 преміями на міжнарождних кінофестивалях.

## Сюжет
У фільмі розповідається про життя турецьких мігрантів у сучасній Німеччині. Фільм складається з трьох частин: Смерть Єтери, Смерть Лотти та На іншій стороні.

## Ролі виконують
- Тунджель Куртіз[de] — Алі Аксу, турецький іммігрант в Німеччині
- Бакі Даврак[de] — Нежат Аксу, син Алі, професор турецько- німецького університету
- Нурсель Кьосе[de] — Єтера Озтюрк, турецька іммігрантка в Німеччині
- Нурґюль Єшільчай — Айтена Озтюрк, дочка Єтери, турецька студентка та бунтівниця
- Ганна Шигулла — Сюзанна Штауб, мати Лотти

## Нагороди
- 2007 Премія Каннського кінофестивалю (Франція): 
  - приз за найкращий сценарій — Фатіх Акін
  - приз екуменічного журі — Фатіх Акін
- 2007 Нагорода Європейський кіноприз:
  - найкращий сценарист[en] — Фатіх Акін
- 2008 Баварська кінопремія[en]:
  - за найкращу режисуру[en] — Фатіх Акін
- 2008  Премія Національної ради кінокритиків США, (National Board of Review, NBR Award): 
  - найкращі п’ять іноземних фільмів[en]
- 2009 Премія Товариства незалежних фільмів Хлотрудіса[en]:
  - за найкращий фільм[fr]
- 2009 Премія Національної спілки кінокритиків США (NSFC):
  - за найкращу жіночу роль другого плану[en] — Ганна Шигулла